# Carmen (Agusan del Norte)
Carmen is een gemeente in de Filipijnse provincie Agusan del Norte op het eiland Mindanao. Bij de laatste census in 2007 had de gemeente ruim 18 duizend inwoners.

## Geografie

### Bestuurlijke indeling
Carmen is onderverdeeld in de volgende 8 barangays:
- Cahayagan
- Gosoon
- Manoligao
- Poblacion
- Rojales
- San Agustin
- Tagcatong
- Vinapor

## Demografie
Carmen had bij de census van 2007 een inwoneraantal van 18.116 mensen. Dit zijn 809 mensen (4,7%) meer dan bij de vorige census van 2000. De gemiddelde jaarlijkse groei komt daarmee uit op 0,63%, hetgeen lager is dan het landelijk jaarlijks gemiddelde over deze periode (2,04%). Vergeleken met de census van 1995 is het aantal mensen met 2.149 (13,5%) toegenomen.

De bevolkingsdichtheid van Carmen was ten tijde van de laatste census, met 18.116 inwoners op 311,02 km², 58,2 mensen per km².

## Foto's

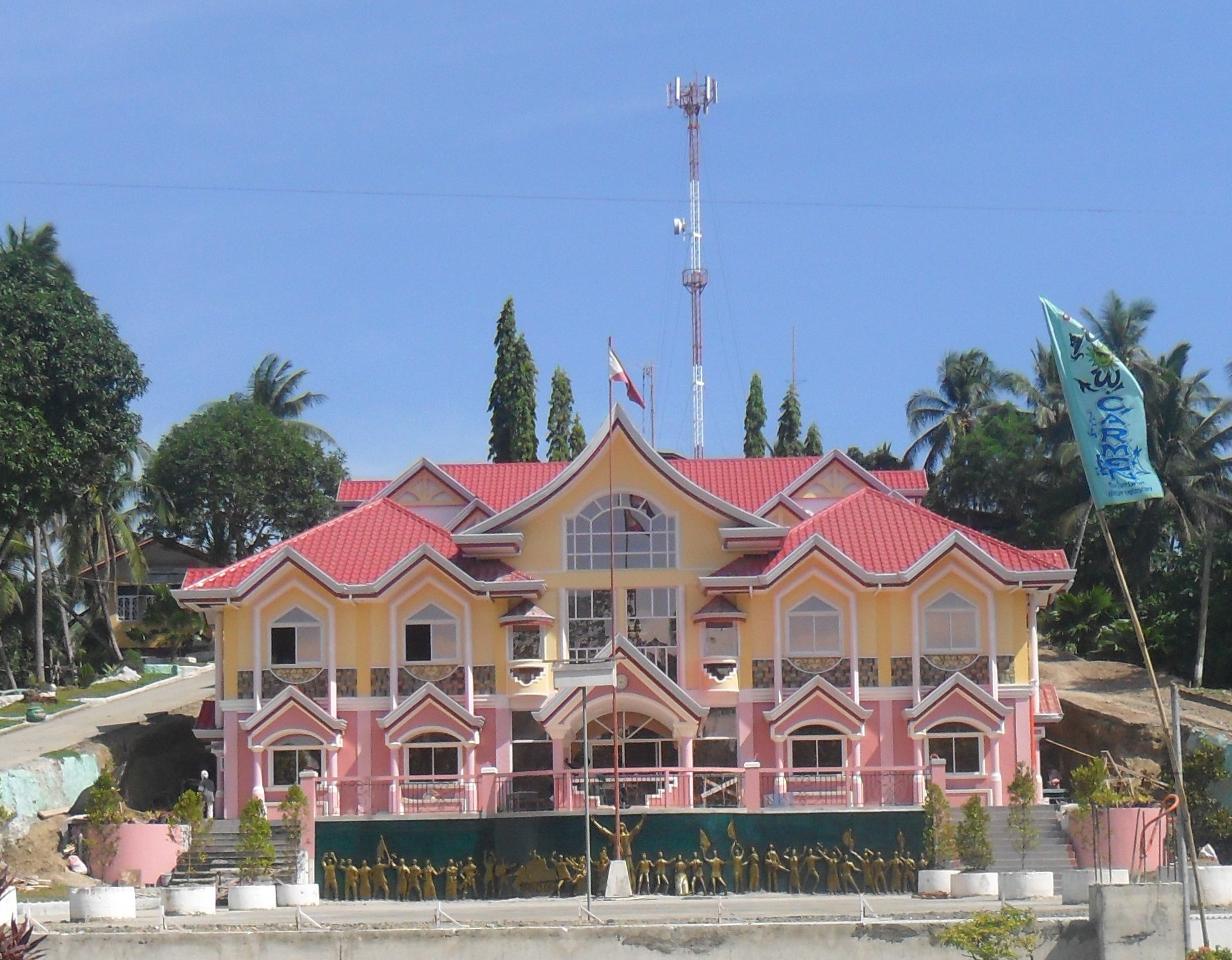
Het gemeentehuis van Carmen
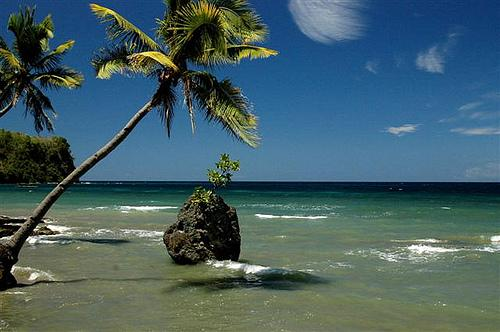
Uitzicht vanaf Plaza Beach Resort
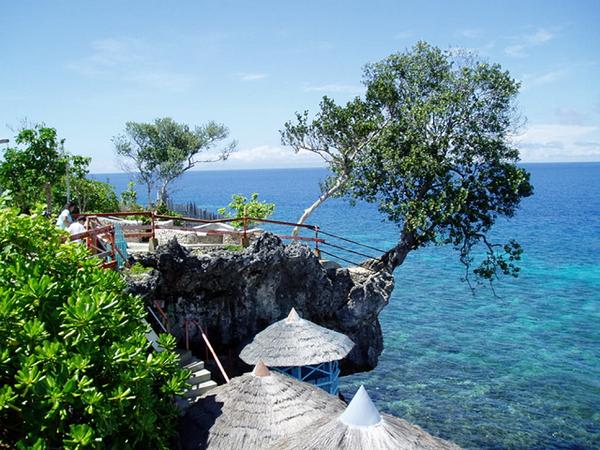
Punta Diwata Cave